# Santana Brothers
Santana Brothers es un álbum de 1994 publicado por el guitarrista Carlos Santana, su hermano Jorge y su sobrino Carlos Hernández. Alcanzó la posición No. 191 en la lista de éxitos estadounidense Billboard 200.

## Lista de canciones
1. "Transmutation/Industrial" (Santana, Santana) - 6:11
2. "Thoughts" (Hernandez) - 2:49
3. "Luz Amor y Vida" (Carlos Santana) - 5:07
4. "En Aranjuez Con Tu Amor" (Joaquín Rodrigo) - 6:04
5. "Contigo (With You)" (Santana, Santana) - 4:53
6. "Blues Latino" (Javier Vargas, Espinoza) - 5:44
7. "La Danza" (Hernandez, Santana, Santana) - 6:53
8. "Brujo" (Hernandez, Carlos Santana) - 4:06
9. "The Trip" (Santana, Santana) - 3:53
10. "Reflections" (Jorge Santana) - 3:43
11. "Morning in Marin" (Djalma de Andrade) - 2:28